# 星甲良夫
星甲 良夫（ほしかぶと よしお、1926年2月5日 - 2000年12月5日）は、千葉県東葛飾郡浦安町（現・浦安市当代島）出身で、井筒部屋（一時期、双葉山道場預かり）に所属した元大相撲力士。本名は、小川 良夫（おがわ よしお）。現役時代の体格は171cm、107kg。最高位は西前頭4枚目（1957年5月場所）。得意手は右四つ、突っ張り、寄り、叩き、蹴手繰り。

## 来歴・人物
体が小さく、身長も体重も足らずなかなか新弟子検査に合格できなかったが、1942年（昭和17年）5月場所で初土俵を踏んだ。そのため出世もゆっくりで、1955年（昭和30年）5月場所に於いて新入幕を果たした時には、既に29歳となっていた。
幕内では地味ではあったが、当時の幕内力士では随一の稽古で鍛えたためか、「努力の人」と讃えられた。
自己最高位の西前頭4枚目で迎えた1957年（昭和32年）5月場所では、大関・松登を蹴手繰りで破っている（これが、自身唯一の銀星となった。なお、金星は、1個も挙げられずに終わっている）。
以後も長く土俵を務め、1963年（昭和38年）1月場所では36歳11ヵ月での再入幕を果たした。これは、当時では戦後2位の年長再入幕記録であった。1964年（昭和39年）5月場所限りで引退を決意した時には、38歳となっていた。
引退後は、年寄・君ヶ濱から陸奥を襲名して井筒部屋付きの親方として後進の指導に当たっていた。井筒部屋付き時代は江戸川区平井の自宅から墨田区亀沢の井筒部屋に通っていた。しかし、1972年（昭和47年）3月に11代井筒（元前頭2・鶴ヶ嶺（道芳））が亡くなると、翌月に12代井筒を襲名して井筒部屋を継承した。これを機に、12代井筒の弟弟子で同じ部屋付き親方であった君ヶ濱親方（元関脇・鶴ヶ嶺（昭男））は独立して、同月末に君ヶ濱部屋を興した。自身は自宅のある平井に新たな井筒部屋の施設を構えた。
その後11代井筒の遺族と仲違いしたため、1974年（昭和49年）4月、井筒の名跡を返上して陸奥に戻り、部屋の名称も陸奥部屋とした。11代井筒から引き継いだ弟子の星岩涛を幕内まで昇進させ、自らの停年退職の際には、彼に部屋を継承させた。
2000年（平成12年）12月5日13時20分、呼吸不全のため死去。74歳没。
幕下時代に結婚したが家計が苦しく、髷を手拭で隠しながらアサリやシジミを売り歩いて生活費を稼いでいた話が知られている。

## 主な戦績
- 通算成績：553勝584敗15休 勝率.483
- 幕内成績：173勝217敗 勝率.444
- 現役在位：84場所
- 幕内在位：26場所
- 各段優勝
  - 十両優勝：2回（1955年1月場所、1959年7月場所）

### 場所別成績
| | 一月場所 初場所（東京） | 三月場所 春場所（大阪） | 五月場所 夏場所（東京）  | 七月場所 名古屋場所（愛知） | 九月場所 秋場所（東京） | 十一月場所 九州場所（福岡） |
| --- | ----------------------- | ----------------------- | ------------------------ | --------------------------- | ----------------------- | --------------------------- |
| 1942年 （昭和17年） | x                       | x                       | （前相撲）               | x                           | x                       | x                           |
| 1943年 （昭和18年） | 東序ノ口28枚目 4–4      | x                       | 東序二段76枚目 4–4       | x                           | x                       | x                           |
| 1944年 （昭和19年） | 西序二段57枚目 6–2      | x                       | 東序二段14枚目 3–1–1     | x                           | x                       | 西三段目25枚目 4–1          |
| 1945年 （昭和20年） | x                       | x                       | 西幕下22枚目 1–4         | x                           | x                       | 西三段目3枚目 3–2           |
| 1946年 （昭和21年） | x                       | x                       | x                        | x                           | x                       | 東幕下17枚目 2–5            |
| 1947年 （昭和22年） | x                       | x                       | 東三段目筆頭 5–0         | x                           | x                       | 東幕下6枚目 2–4             |
| 1948年 （昭和23年） | x                       | x                       | 東幕下11枚目 2–4         | x                           | 西幕下22枚目 4–2        | x                           |
| 1949年 （昭和24年） | 東幕下11枚目 0–1–11     | x                       | 西幕下25枚目 5–10        | x                           | 東三段目2枚目 9–6       | x                           |
| 1950年 （昭和25年） | 東幕下19枚目 7–8        | x                       | 西幕下20枚目 10–5        | x                           | 東幕下11枚目 5–10       | x                           |
| 1951年 （昭和26年） | 東幕下17枚目 5–10       | x                       | 東幕下22枚目 9–6         | x                           | 西幕下13枚目 10–5       | x                           |
| 1952年 （昭和27年） | 東幕下6枚目 8–7         | x                       | 東幕下5枚目 12–3         | x                           | 西十両12枚目 8–7        | x                           |
| 1953年 （昭和28年） | 西十両10枚目 4–11       | 西十両17枚目 6–9        | 西十両20枚目 10–5        | x                           | 西十両10枚目 12–3       | x                           |
| 1954年 （昭和29年） | 東十両2枚目 2–13        | 東十両12枚目 6–9        | 東十両16枚目 6–9         | x                           | 西十両21枚目 8–7        | x                           |
| 1955年 （昭和30年） | 西十両14枚目 優勝 11–4  | 東十両5枚目 11–4        | 東前頭17枚目 6–9         | x                           | 西前頭19枚目 8–7        | x                           |
| 1956年 （昭和31年） | 西前頭17枚目 5–10       | 西張出前頭21枚目 9–6    | 東前頭16枚目 10–5        | x                           | 東前頭13枚目 7–8        | x                           |
| 1957年 （昭和32年） | 東前頭15枚目 8–7        | 西前頭11枚目 10–5       | 西前頭4枚目 5–10         | x                           | 東前頭9枚目 7–8         | 西前頭10枚目 8–7            |
| 1958年 （昭和33年） | 東前頭7枚目 5–10        | 東前頭13枚目 5–10       | 東前頭17枚目 11–4        | 東前頭7枚目 6–9             | 西前頭11枚目 4–11       | 東前頭19枚目 8–7            |
| 1959年 （昭和34年） | 西前頭18枚目 7–8        | 東前頭19枚目 5–10       | 西十両5枚目 9–6          | 西十両2枚目 優勝 12–3       | 西前頭16枚目 7–8        | 西前頭15枚目 5–10           |
| 1960年 （昭和35年） | 東十両4枚目 8–7         | 東十両3枚目 10–5        | 東前頭15枚目 5–10        | 東十両2枚目 8–7             | 西十両2枚目 3–12        | 東十両12枚目 6–9            |
| 1961年 （昭和36年） | 東十両15枚目 9–6        | 東十両8枚目 10–5        | 東十両4枚目 7–8          | 西十両4枚目 6–9             | 東十両6枚目 3–12        | 東十両18枚目 10–5           |
| 1962年 （昭和37年） | 東十両9枚目 8–7         | 東十両6枚目 8–7         | 東十両3枚目 9–6          | 東前頭15枚目 8–7            | 西前頭11枚目 2–13       | 西十両4枚目 10–5            |
| 1963年 （昭和38年） | 東前頭16枚目 9–6        | 東前頭10枚目 3–12       | 西十両4枚目 7–8          | 西十両5枚目 4–11            | 東十両15枚目 9–6        | 東十両9枚目 7–8             |
| 1964年 （昭和39年） | 東十両10枚目 7–8        | 西十両11枚目 5–10       | 東十両17枚目 引退 2–13–0 | x                           | x                       | x                           |
| 各欄の数字は、「勝ち-負け-休場」を示す。 優勝 引退 休場 十両 幕下 三賞：敢=敢闘賞、殊=殊勲賞、技=技能賞 その他：★=金星 番付階級：幕内 - 十両 - 幕下 - 三段目 - 序二段 - 序ノ口 幕内序列：横綱 - 大関 - 関脇 - 小結 - 前頭（「#数字」は各位内の序列） |                         |                         |                          |                             |                         |                             |

### 幕内対戦成績
| 力士名 | 勝数 | 負数 | 力士名         | 勝数 | 負数 | 力士名   | 勝数 | 負数 | 力士名 | 勝数 | 負数 |
| ------ | ---- | ---- | -------------- | ---- | ---- | -------- | ---- | ---- | ------ | ---- | ---- |
| 朝ノ海 | 2    | 1    | 東錦           | 0    | 1    | 愛宕山   | 3    | 4    | 天津灘 | 2    | 0    |
| 一乃矢 | 0    | 1    | 岩風           | 5    | 6    | 宇多川   | 1    | 3    | 及川   | 3    | 6    |
| 追手山 | 1    | 4    | 大瀬川         | 2    | 6    | 大起     | 5(1) | 1    | 大ノ浦 | 0    | 1    |
| 大昇   | 0    | 1    | 大晃           | 3    | 8    | 小城ノ花 | 0    | 3    | 小野錦 | 1    | 1    |
| 海山   | 5    | 5    | 海乃山         | 1    | 1    | 金乃花   | 3    | 2    | 神生山 | 1    | 0    |
| 神錦   | 3    | 4    | 起雲山         | 1    | 1    | 北の洋   | 2    | 3    | 君錦   | 2    | 2    |
| 清恵波 | 3    | 5    | 清勢川         | 1    | 4    | 国登     | 3    | 4    | 栗家山 | 1    | 0    |
| 鯉の勢 | 1    | 1    | 琴ヶ濱         | 0    | 1    | 琴櫻     | 0    | 1    | 櫻國   | 1    | 1    |
| 信夫山 | 3(1) | 4    | 嶋錦           | 3    | 6    | 清水川   | 2    | 3    | 大豪   | 0    | 3    |
| 高錦   | 3    | 1    | 楯甲           | 1    | 0    | 玉嵐     | 1    | 1    | 玉乃海 | 0    | 1    |
| 常錦   | 0    | 5    | 出羽錦         | 3    | 2    | 出羽ノ花 | 4    | 0    | 出羽湊 | 1    | 2    |
| 富樫   | 1    | 1    | 時津山         | 1    | 5    | 栃王山   | 1    | 0    | 栃錦   | 0    | 1    |
| 栃光   | 1    | 3    | 鳴門海         | 2    | 7    | 成山     | 2    | 3    | 白龍山 | 2(1) | 3    |
| 羽黒山 | 0    | 3    | 羽嶋山         | 3    | 4    | 花田     | 0    | 1    | 羽子錦 | 2    | 4    |
| 緋縅   | 2    | 0    | 平鹿川         | 1    | 2    | 平ノ戸   | 2    | 0    | 廣川   | 0    | 2    |
| 広瀬川 | 5    | 2    | 福田山         | 1    | 3    | 福ノ海   | 1    | 1    | 福乃里 | 1    | 1    |
| 房錦   | 0    | 4    | 富士錦         | 1    | 2    | 二瀬山   | 2    | 1    | 前ヶ潮 | 1    | 0    |
| 前田川 | 2    | 0    | 前ノ山(佐田岬) | 6    | 0    | 松登     | 2    | 1    | 三根山 | 2    | 1    |
| 宮錦   | 5    | 7    | 宮ノ花         | 1    | 0    | 明歩谷   | 1    | 0    | 八染   | 2    | 3    |
| 吉井山 | 3    | 2    | 芳野嶺         | 5    | 4    | 若瀬川   | 4    | 6    | 若天龍 | 0    | 1    |
| 若鳴門 | 1    | 0    | 若ノ海         | 3    | 2    | 若乃國   | 1    | 1    | 若羽黒 | 0    | 8    |
| 若前田 | 7    | 2    |                |      |      |          |      |      |        |      |      |

## 改名歴
- 小川 良夫（おがわ よしお）1943年1月場所
- 東都山 良夫（とうとやま -）1943年5月場所 - 1946年11月場所
- 梅ヶ枝 良治（うめがえ よしはる） 1947年6月場所 - 1949年5月場所
- 小川 伸治（おがわ のぶはる） 1949年10月場所 - 1954年5月場所
- 星甲 昌男（ほしかぶと まさお） 1954年9月場所 - 1959年1月場所
- 星兜 昌男（ほしかぶと -）1959年3月場所 - 1959年5月場所
- 星甲 良夫（ほしかぶと よしお）1959年7月場所 - 1964年5月場所（引退）

## 年寄変遷
- 君ヶ濱（きみがはま）1964年5月 - 1965年11月
- 陸奥（みちのく）1965年11月 - 1972年4月
- 井筒（いづつ）1972年4月 - 1974年4月
- 陸奥（みちのく）1974年4月 - 1991年2月（停年退職）

なお、大正生まれとしては最後の協会員となった。